# Campeonato Paulista 1953
In 1953 werd het 52ste Campeonato Paulista gespeeld voor clubs uit de Braziliaanse staat São Paulo. De competitie werd georganiseerd door de FPF en werd gespeeld van 18 juli 1953 tot 7 februari 1954. São Paulo werd kampioen.

## Eindstand
| Plaats | Club                   | Wed. | W  | G | V  | Saldo | Ptn. |
| ------ | ---------------------- | ---- | -- | - | -- | ----- | ---- |
| 1.     | São Paulo              | 28   | 24 | 2 | 2  | 70:21 | 50   |
| 2.     | Palmeiras              | 28   | 19 | 5 | 4  | 85:45 | 43   |
| 3.     | Corinthians            | 28   | 15 | 8 | 5  | 60:45 | 38   |
| 4.     | Portuguesa             | 28   | 13 | 7 | 8  | 60:45 | 33   |
| 5.     | Guarani                | 28   | 12 | 7 | 9  | 39:34 | 31   |
| 6.     | Ponte Preta            | 28   | 10 | 8 | 10 | 42:36 | 28   |
| 7.     | Santos                 | 28   | 12 | 3 | 13 | 60:52 | 27   |
| 8.     | XV de Piracicaba       | 28   | 10 | 7 | 11 | 58:55 | 27   |
| 9.     | Comercial de São Paulo | 28   | 10 | 6 | 12 | 45:44 | 26   |
| 10.    | Linense                | 28   | 10 | 5 | 13 | 51:61 | 25   |
| 11.    | XV de Jaú              | 28   | 10 | 5 | 13 | 52:64 | 24   |
| 12.    | Ypiranga               | 28   | 6  | 7 | 15 | 39:64 | 19   |
| 13.    | Juventus               | 28   | 6  | 7 | 15 | 34:66 | 19   |
| 14.    | Portuguesa Santista    | 28   | 6  | 7 | 15 | 34:53 | 19   |
| 15.    | Nacional               | 28   | 3  | 4 | 21 | 42:86 | 10   |

|  | Kampioen   |
|  | Degradatie |

### Kampioen
| Campeonato Paulista de 1953   |
| São Paulo                     |
| ----------------------------- |
| SÃO PAULO Kampioen (7° titel) |

## Topschutter
| Speler            | Speler   | Goals | Club      |
| ----------------- | -------- | ----- | --------- |
| Vlag van Brazilië | Humberto | 22    | Palmeiras |